# Liste der Landmeister in Livland
Diese Liste führt die Landmeister des Deutschen Ordens in dem historischen Gebiet Livland (heute Lettland und Estland) ab 1237 und bis zur Gründung des weltlichen Herzogtums Kurland und Semgallen auf sowie die davor amtierenden Herrenmeister des Schwertbrüderorden genannten Vorgängerordens. 

## Herrenmeister des Schwertbrüderordens
- 1202–1209  Winno von Rohrbach
- 1209–1236  Volkwin von Naumburg zu Winterstätten
- 1236–1237  Rutger (kommissarisch)

## Landmeister des Deutschen Ordens in Livland
- 1237–1238  Hermann Balk
- 1238–1241  Dietrich von Grüningen (oder auch: von Gröningen)
- 1241–1242  Andreas von Felben
- 1242–1246  Dietrich von Grüningen (oder auch: von Gröningen)
- 1246–1248  Heinrich von Heimburg
- 1248–1253  Andreas von Felben
  - 1253–1254  Eberhard von Sayn (amtierend)
- 1254–1257  Anno von Sangerhausen (Hanno von Sangerhausen)
- 1257–1260  Burkhard von Hornhausen
- 1261 .......  Georg von Eichstätt
- 1261–1263  Werner von Breithausen
- 1263–1266  Konrad von Mandern
- 1267–1270  Otto von Lauterberg
  - 1270 .......  Andreas von Westfalen (amtierend)
- 1270–1273  Walter von Nordeck
- 1273–1279  Ernst von Ratzeburg
- 1279–1280  Gerhard von Katzenelnbogen
- 1280–1281  Konrad von Feuchtwangen
- 1281–1282  Mangold von Sternberg
- 1282–1287  Wilken von Endorp
- 1288–1289  Konrad von Hattstein
- 1290–1293  Balthasar Holte
- 1293–1295  Vakanz
- 1295–1296  Heinrich von Dincklage
- 1296–1298  Bruno
- 1298–1307  Gottfried von Rogge
- 1309–1322  Gerhard von Jork
  - 1322–1324  Konrad Kesselhut (amtierend)
- 1324–1328  Reimar Hane
- 1328–1340  Eberhard von Monheim
- 1340–1345  Burkhard von Dreileben
- 1345–1359  Goswin von Herreke
  - 1359–1360  Andreas von Steinberg (amtierend)
- 1360–1364  Arnold von Vietinghoff
  - 1364 .......  Andreas von Steinberg (amtierend)
- 1364–1385  Wilhelm von Friemersheim
- 1385–1388  Robin von Eltz
- 1388–1389  Johann von Ohle
- 1389–1401  Wennemar von Brüggenei
  - 1401 .......  Bernhard Hövelmann (amtierend)
- 1401–1413  Konrad von Vietinghoff
- 1413–1415  Dietrich Tork
- 1415–1424  Siegfried Lander von Spanheim (Siegfried Lander von Sponheim)
  - 1424 .......  Dietrich Kra (amtierend)
- 1424–1433  Cisse von dem Rutenberg
- 1434–1435  Frank Kirskorf
- 1435–1437  Heinrich von Böckenförde gen. Schüngel
  - 1437–1438  Gottfried von Rodenberg (amtierend)
  - 1438–1439  Heinrich Vincke von Overberg (amtierend)
- 1439–1450  Heinrich Vincke von Overberg
  - 1450 .......  Gotthard von Plettenberg (amtierend)
- 1450–1469  Johann von Mengede gen. Osthof
  - 1469–1470  Johann von Kriekenbeck (amtierend)
- 1470–1471  Johann Wolthus von Herse (Johann Waldhaus von Heerse)
  - 1471–1472  Bernhard von der Borch aus der Familie von der Borch (amtierend)
- 1472–1483  Bernhard von der Borch
  - 1483–1485  Johann Freitag von Loringhoven (amtierend)
- 1485–1494  Johann Freitag von Loringhoven
- 1494–1535  Wolter von Plettenberg (1450–1535)
  - (1501–1502)  Wennemar von Dellwig (amtierend)
- 1535–1549  Hermann von Brüggenei
- 1549–1551  Johann von der Recke
- 1551–1557  Heinrich von Galen
- 1557–1559  Johann Wilhelm von Fürstenberg
- 1559–1561  Gotthard Kettler (1517–1587)

Umwandlung in das weltliche Herzogtum Kurland und Semgallen